# A Tua Cara Não Me É Estranha
A Tua Cara Não Me É Estranha (dt.: Dein Gesicht ist mir nicht fremd) ist eine Musikshow des portugiesischen Fernsehsenders TVI. Sie wird seit dem 22. Januar 2012 wöchentlich sonntags live im Abendprogramm des Senders ausgestrahlt. Produziert wird die Sendung von Endemol, Moderatoren sind Cristina Ferreira und Manuel Luís Goucha.
Die Sendung ist als Musikwettbewerb konzipiert. Acht Prominente imitieren bekannte nationale und internationale Sänger mit ihren größten Hits. Eine Jury, bestehend aus Luís Jardim, Alexandra Lencastre, José Carlos Pereira und António Sala, bewertet den Auftritt und vergibt Punkte. Zusätzlich haben die Zuschauer der Sendung die Möglichkeit per Televoting ihr Urteil abzugeben.

## Erste Staffel
An der ersten Staffel nahmen Sónia Brazão, Paulo Vintém, Daniela Pimenta, Mico da Câmara Pereira, Maria João Abreu, João Paulo Rodrigues, Romana und Toy als Sänger teil. Für die Finalsendung am 1. April 2012 qualifizierten sich Pimenta, Rodrigues, Romana und Toy. João Paulo Rodrigues entschied den Wettbewerb für sich.
Bei der Erstausstrahlung am 22. Januar 2012 erreichte die Sendung einen Marktanteil von 59,9 % und 1,2 Millionen Zuschauer. Über die elf Wochen sahen im Schnitt 1,998 Millionen Zuschauer die Sendung.

## Zweite Staffel
Die zweite Staffel startete am 8. April 2012. Teilnehmende Künstler sind Merche Romero, FF, Dora, Sílvia Rizzo, Manuel Melo, Luciana Abreu, José Raposo und Micaela.